# (5766) Carmelofalco
(5766) Carmelofalco es un asteroide perteneciente al cinturón de asteroides descubierto el 29 de agosto de 1986 por Henri Debehogne desde el Observatorio de La Silla, Chile.

## Designación y nombre
Designado provisionalmente como 1986 QR3. Debe su nombre a Carmelo Falco, un astrónomo amateur italiano.

## Características orbitales
1986 QR3 está situado a una distancia media del Sol de 2,302 ua, pudiendo alejarse hasta 2,497 ua y acercarse hasta 2,106 ua. Su excentricidad es 0,084 y la inclinación orbital 4,744 grados. Emplea 1275,90 días en completar una órbita alrededor del Sol.

## Características físicas
La magnitud absoluta de 1986 QR3 es 13,7. Tiene 4,812 km de diámetro y su albedo se estima en 0,4. 